# Bisbat de San Marco Argentano-Scalea
El bisbat de San Marco Argentano-Scalea (italià: diocesi di San Marco Argentano-Scalea; llatí: Dioecesis Sancti Marci Argentanensis-Scaleensis) és una seu de l'Església catòlica, sufragània de l'arquebisbat de Cosenza-Bisignano, que pertany a la regió eclesiàstica Calàbria. El 2010 tenia 111.049 batejats d'un total 113.722 habitants. Actualment està regida pel bisbe Leonardo Bonanno.

## Territori
La diòcesi comprèn la part septentrional del vessant tirrènic de la província de Cosenza, i els següents municipis: Acquappesa, Aieta, Belvedere Marittimo, Bonifati, Buonvicino, Cervicati, Cerzeto, Cetraro, Diamante, Fagnano Castello, Grisolia, Guardia Piemontese, Maierà, Malvito, Mongrassano, Mottafollone, Orsomarso, Papasidero, Praia a Mare, Roggiano Gravina, San Donato di Ninea, San Marco Argentano, San Nicola Arcella, San Sosti, Sangineto, Santa Caterina Albanese, Santa Domenica Talao, Santa Maria del Cedro, Sant'Agata di Esaro, Scalea, Tortora i Verbicaro.
La seu episcopal és la ciutat de San Marco Argentano, on es troba la catedral de San Nicola.
El territori s'estén sobre 1.142 km², i està dividit en 64 parròquies, agrupades en 3 vicariats: San Marco Argentano, Scalea i Belvedere Marittimo.

## Història
La diòcesi de Sant Marc va ser erigida a mitjans del segle xii després que els normands conquerissin Calàbria; que incorporà, a partir de la seva erecció o en les dècades següents, els territoris de les antigues seus de Malvito i Cirella. La primera s'esmenta, entre les sufragànies salernitanes conjuntament a Bisignano i Cosenza, en una butlla del Papa Joan XV de 994, que delimitava la província eclesiàstica de Salern, de recent creació; va ser erigida probablement pels longobards. De la segona seu hi ha poques notes històriques: al sínode de Roma del 649 apareix un Romanus Cerellae.
En 1479 el duc de San Marco Geronimo Sanseverino va concedir al bisbe la jurisdicció civil de Sant Marc i altres drets feudals de Mongrassano, granja repoblada pels refugiats albanesos, i en aquest moment els bisbes de la diòcesi podria reclamar el títol de barons de Mongrassano.
El 27 de juny de 1818 amb la butlla De utiliori del Papa Pius VII San Marco, vacant des de feia vuit anys, es va unir aeque principaliter amb la diòcesi de Bisignano.
En 1838 es va ampliar, incorporant les parròquies de Cetraro i Fella, que fins llavors pertanyien a l'abadia territorial de Montecassino.
El 4 d'abril de 1979 va patir noves variacions territorials en la força de la butlla Quo aptius del Papa Joan Pau II, que va acabar amb la unió amb Bisignano; també s'uní a la diòcesi del territori del vicariat de Scalea, que havia pertangut a la diòcesi de Cassano Jònic, i la diòcesi va assumir el seu nom actual.
El darrer canvi territorial es remunta al 10 de novembre de 1997, quan es van afegir a les parròquies de la diòcesi de Acquappesa, Intavolata i Guardia Piemontese, que estaven subjectes a l'arxidiòcesi de Cosenza-Bisignano.
El 30 de gener de 2001 la diòcesi, que estava immediatament subjecta a la Santa Seu des del principi, es va convertir en part de la província eclesiàstica de l'arxidiòcesi de Cosenza-Bisignano amb butlla Maiori Christifidelium del Papa Joan Pau II.

## Cronologia episcopal

### Bisbes de San Marco Argentano
- Guglielmo † (citat el 1157)[4]
- Ruben † (inicis de 1171 - finals de 1183)[4]
- Unfredo † (inicis de 1193 - finals de 1199)
- Nicola † (citat el 1206)[4]
- Andrea † (inicis de 1216 - finals de 1226)
- Francesco † (1248 ? - ?)
- Marco o Mario † (? - 18 de juliol de 1256 nomenat bisbe de Policastro)
- Fabiano † (18 o 28 de juliol de 1256 - ?)
- Mirabello † (29 d'agost de 1272 - 1275)
- Pietro da Morano, O.F.M. † (7 d'abril de 1275 - ?)
- Francesco Taverna, O.F.M. † (? - 1278/1280 mort)
- Marco Mirabello † (5 de desembre de 1281 - 25 de febrer de 1286 nomenat bisbe de Sorrento)
- Manfredo † (1286 - 1321 mort)
- Tommaso, O.Cist. † (26 d'agost de 1323 - 1348 mort)
- Bertuccio † (3 d'octubre de 1348 - 1349 mort)
- Giovanni † (18 de maig de 1349 - 1355 mort)
- Nicola † (30 d'octubre de 1374 - ? mort)
- Filippo da Ligorio o Ligonio † (1380 - 1384)
- Tommaso de Mari † (1397 - 1399 mort)
- Domenico da Sora, O.F.M. † (30 de juliol de 1399 - 1400 mort)
- Mainerio, O.S.B. † (11 de juny de 1400 - 1404 mort)
- Ludovico Embriaco dei Brancaccio, O.S.B. † (17 de març de 1404 - 1435 mort)
- Antonio Calà Genovisio † (26 d'octubre de 1435 - 11 de febrer de 1446 nomenat bisbe de Martirano)
- Goffredo de Castro (o Poerio?) † (11 de febrer de 1446 - 1484 mort)
- Quintilio de Zenone † (26 de gener de 1484 - 1514 mort)
- Luigi de Amato † (26 de gener de 1515 - 1530 mort)
- Coriolano Martirano † (20 de juny de 1530 - 26 d'agost de 1557 mort)
- Giovanni Antonio della Tolfa † (15 de desembre de 1557 - 1562 renuncià)
- Pietro della Tolfa † (7 d'agost de 1562 - 1562 mort)
- Fabrizio Landriano † (31 d'agost de 1562 - 1566 mort)
- Guglielmo Sirleto † (6 de setembre de 1566 - 27 de febrer de 1568 nomenat bisbe de Squillace)
- Organtino Scaroli † (1 d'abril de 1569 - 1572 mort)
- Ippolito Bosco † (16 de juny de 1572 - 30 de gener de 1576 nomenat bisbe de Foligno)
- Matteo Guerra † (30 de gener de 1576 - 1578 mort)
- Giovanni Antonio Grignetta † (2 de juny de 1578 - 1585 mort)
- Marco Antonio del Tufo † (10 de maig de 1585 - 21 d'octubre de 1585 nomenat bisbe de Mileto)
- Francesco Antonio d'Affitto † (21 d'octubre de 1585 - 1586 mort)
- Antonio Migliori † (13 d'octubre de 1586 - 1591 renuncià)
- Ludovico Alferio † (20 de març de 1591 - 26 de març de 1594 mort)
- Giovanni Girolamo Pisano † (3 d'octubre de 1594 - 6 de juny de 1602 mort)
- Aurelio Novarini, O.F.M.Conv. † (1 de juliol de 1602 - de setembre de 1606 mort)
- Giovanni Vincenzo Consacco † (10 de desembre de 1607 - 1613 mort)
- Gabriele Nari, O.P. † (13 de novembre de 1613 - 16 de novembre de 1623 mort)
- Giovan Battista Indelli † (1 de juliol de 1624 - 28 d'octubre de 1629 mort)
- Consalvo Caputo † (18 de febrer de 1630 - 8 d'agost de 1633 nomenat bisbe de Catanzaro)
- Defendente Brusati † (26 de setembre de 1633 - 22 de novembre de 1647 mort)
- Giacinto Ceolo, O.P. † (2 de març de 1648 - 1649 mort)
- Teodoro Fantoni, C.R.L. † (19 de gener de 1652 - 6 de juliol de 1684 mort)
- Antonio Papa † (26 de març de 1685 - 10 de juliol de 1687 mort)
- Pietro Antonio d'Alessandro † (31 de maig de 1688 - 28 de setembre de 1693 mort)
- Francesco Maria Federico Carafa † (25 de gener de 1694 - 7 d'abril de 1704 nomenat bisbe de Nola)
- Matteo Gennaro Sibilia † (19 de maig de 1704 - 21 de setembre de 1709 mort)
- Bernardo Cavaliere, C.R. † (11 de febrer de 1718 - de juliol de 1728 mort)
- Alessandro Magno, O.Cist. † (20 de setembre de 1728 - 7 de setembre de 1745 mort)
- Marcello Sacchi † (22 de novembre de 1745 - 3 de setembre de 1746 mort)
- Nicola Brescia † (15 de maig de 1747 - 2 de febrer de 1768 mort)
- Baldassarre de Moncada † (20 de juny de 1768 - 11 d'abril de 1789 mort)
  - Sede vacante (1789-1797)
- Reginaldo Coppola, O.P. † (18 de desembre de 1797 - 7 de febrer de 1810 mort)
  - Sede vacante (1810-1819)

### Bisbes de San Marco Argentano i Bisignano
- Pasquale Mazzei † (29 de setembre de 1819 - 15 de febrer de 1823 mort)
- Felice Greco † (3 de maig de 1824 - 22 de febrer de 1840 mort)
- Mariano Marsico † (24 de febrer de 1842 - 14 d'octubre de 1846 mort)
- Livio Parladore † (28 de setembre de 1849 - 19 de setembre de 1888 mort)
- Stanislao Maria de Luca † (19 de setembre de 1888 - 18 de maig de 1894 nomenat bisbe de San Severo)
- Luigi Pugliese † (5 de juny de 1895 - 22 de juny de 1896 nomenat bisbe d'Ugento)
- Carlo Vincenzo Ricotta † (22 de juny de 1896 - 14 de gener de 1909 mort)
- Salvatore Scanu † (27 de març de 1909 - 22 de gener de 1932 mort)
- Demetrio Moscato † (24 de juny de 1932 - 22 de gener de 1945 nomenat arquebisbe de Salern)
- Michele Rateni † (6 de juny de 1945 - 7 de juliol de 1953 mort)
- Agostino Ernesto Castrillo, O.F.M. † (17 de setembre de 1953 - 17 d'octubre de 1955 mort)
- Luigi Rinaldi † (22 de febrer de 1956 - 1977 jubilat)

### Bisbes de San Marco Argentano-Scalea
- Augusto Lauro (7 d'abril de 1979 - 6 de març de 1999 jubilat)
- Domenico Crusco † (6 de març de 1999 - 7 de gener de 2011 jubilat)
- Leonardo Bonanno, des del 7 de gener de 2011

## Estadístiques
A finals del 2010, la diòcesi tenia 111.049 batejats sobre una població de 113.722 persones, equivalent 97,6% del total.
| any  | població | població | població | sacerdots | sacerdots       | sacerdots       | sacerdots             | diaques | religiosos | religiosos | parroquies |
| ---- | -------- | -------- | -------- | --------- | --------------- | --------------- | --------------------- | ------- | ---------- | ---------- | ---------- |
| any  | batejats | total    | %        | total     | clergat secular | clergat regular | batejats por sacerdot | diaques | homes      | dones      |            |
| 1949 | ?        | 145.000  | ?        | 117       | 97              | 20              | ?                     |         | 25         | 110        | 72         |
| 1969 | 148.192  | 148.192  | 100,0    | 110       | 89              | 21              | 1.347                 |         | 30         | 182        | 79         |
| 1980 | 110.000  | 110.000  | 100,0    | 72        | 61              | 11              | 1.527                 |         | 16         | 115        | 65         |
| 1990 | 105.400  | 108.400  | 97,2     | 83        | 74              | 9               | 1.269                 | 1       | 9          | 110        | 60         |
| 1999 | 107.000  | 112.472  | 95,1     | 83        | 76              | 7               | 1.289                 | 1       | 7          | 98         | 64         |
| 2000 | 108.600  | 113.700  | 95,5     | 87        | 80              | 7               | 1.248                 | 1       | 7          | 98         | 64         |
| 2001 | 110.172  | 112.172  | 98,2     | 97        | 90              | 7               | 1.135                 | 1       | 7          | 106        | 64         |
| 2002 | 110.172  | 112.472  | 98,0     | 92        | 85              | 7               | 1.197                 | 2       | 7          | 106        | 64         |
| 2003 | 108.512  | 110.777  | 98,0     | 92        | 85              | 7               | 1.179                 | 3       | 7          | 105        | 64         |
| 2004 | 108.512  | 110.777  | 98,0     | 93        | 86              | 7               | 1.166                 | 3       | 7          | 105        | 64         |
| 2010 | 111.049  | 113.722  | 97,6     | 89        | 82              | 7               | 1.247                 | 3       | 8          | 80         | 64         |